# مايكل هاينز
مايكل هاينز (بالإنجليزية: Michael Haynes)‏ هو لاعب كرة قدم أمريكية أمريكي، ولد في 13 سبتمبر 1980 في بروكلين في الولايات المتحدة.

## وصلات خارجية
- مايكل هاينز على موقع مرجع كرة القدم المحترفة.كوم (الإنجليزية)